# Эинген-ам-Рис
Эинген-ам-Рис (нем. Ehingen am Ries) — община в Германии, в земле Бавария. 
Подчиняется административному округу Швабия. Входит в состав района Донау-Рис.  Население составляет 788 человек (на 31 декабря 2010 года). Занимает площадь 15,64 км².